# Cats (film 1998)
Cats è un film del 1998 diretto da David Mallet.
Si tratta della versione filmata dell'omonimo musical di Andrew Lloyd Webber, andato in scena nel West End di Londra per 21 anni dal 1981 al 2002 e a Broadway per 18 anni dal 1982 al 2000. A sua volta, il musical è la versione musicata della raccolta di poesie di Thomas Stearns Eliot Il libro dei gatti tuttofare.

## Trama
Tutti i gatti del quartiere di Jellicle si ritrovano per l'annuale ballo e per festeggiare il vecchio gatto Old Deuteronomy, loro capo. Nel corso della festa uno dei gatti sarà scelto per avere l'onore di ascendere al paradiso dei gatti Jellicle, l'Heavyside Layer, ma prima i gatti si presentano e raccontano la loro storia.
La festa è turbata da due avvenimenti: la comparsa in scena di Grizabella, un tempo affascinante gattina che, dopo aver abbandonato il gruppo si è ritrovata sola, abbandonata e in miseria; e le improvvise apparizioni del malvagio Macavity, che rapisce Old Deuteronomy gettando gli altri gatti nello sconforto.
Macavity si ripresenta sotto le spoglie di Old Deuteronomy, ma è riconosciuto e scacciato. Per recuperare il loro capo, i gatti Jellicle chiedono aiuto al magico Mister Mistoffelees, assistito dall'affascinante Cassandra.
Quando il gruppo si è riunito e la serenità sembra essere tornata, riappare Grizabella che si rivolge ai compagni di un tempo chiedendo di essere perdonata e riammessa fra loro (con la canzone più celebre del musical, Memory). E Old Deuteronomy concede proprio a lei il privilegio di salire la scala che la porterà all'Heavyside Layer.

## Differenze tra il musical e il film
- I balletti di “The Old Gumbie Cat”, “Mister Mistoffelees”, “Macavity: the mistery cat” e “Mungojerrie and Rumleteazer” sono stati accorciati.
- Non è presente la sequenza "Growltiger's Last Stand", che sarebbe stata interpretata da sir John Mills.
- Include alcuni personaggi non presenti nella versione londinese, bensì in quella di Broadway: essi sono Tumblebrutus, Pouncival, Bill Bailey e Carbucketty.

## Distribuzione
Il film non è mai stato distribuito nelle sale cinematografiche, essendo espressamente realizzato per la commercializzazione in VHS e DVD. È stato anche trasmesso in televisione in alcuni paesi.